# ورم سرطاوي رئوي
الأورام السرطاوية الرئوية هي أورام خبيثة ظهارية عصبية صماء غير شائعة، وهي تمثل أقل من 1% من جميع سرطانات الرئة. وهي تنقسم إلى فئتين فرعيتين: الأورام السرطاوية الرئوية النمطية والغير نمطية، وهذه الأورام، على التوالي، أورام الغدد الصم العصبية المنخفضة والمتوسطة الدرجة. حوالي 80% من الأورام السرطاوية الرئوية تحدث مركزيًا، و20% محيطية. جميع الأورام السرطاوية القصبية خبيثة ولديها القدرة على الانتشار.